# When Love Was Blind (film 1917)
When Love Was Blind è un film muto del 1917 diretto da Frederick Sullivan, che ha come protagonista Florence La Badie.

## Trama
Il pittore John Grayson, senza aver potuto completare il suo capolavoro, muore di dolore dopo aver scoperto che la figlia Eleanor è diventata cieca. L'artista lascia la ragazza alle cure della governante. Lo studio del pittore viene affittato da Burton Lester. Quest'ultimo si innamora di Eleanor e la chiede in moglie, fiducioso di poterla guarire. Dopo l'operazione che le restituisce la vista, Eleanor però scopre che Burton è già stato sposato. Amareggiata, la ragazza lo lascia e si reca a New York. Lì, finisce il quadro del padre, diventando una famosa pittrice.
Viene corteggiata da Frank Hargreave ma, quando ricompare Burton, Eleanor confessa al suo nuovo pretendente della precedente relazione che ha avuto e Frank la lascia. Ritrova ancora Burton insieme a Vera, la frivola sorella di Frank. Eleanor vuole mettere sull'avviso Vera dell'incostanza dei sentimenti di Burton ma viene a sapere che i due sono insieme solo perché lui cerca di aiutare Vera a recuperare una collana persa in un cabaret. I due innamorati finalmente si riconciliano, annunciando a tutti il loro fidanzamento.

## Produzione
Il film fu prodotto dalla Thanhouser Film Corporation.

## Distribuzione
Distribuito dalla Pathé Exchange (Gold Rooster Play), uscì nelle sale cinematografiche statunitensi il 15 aprile 1917.
Sulla rivista The New York Dramatic Mirror del 7 aprile 1917, il film comparve erroneamente con il titolo When Love Is Blind.